# Baron Dorchester

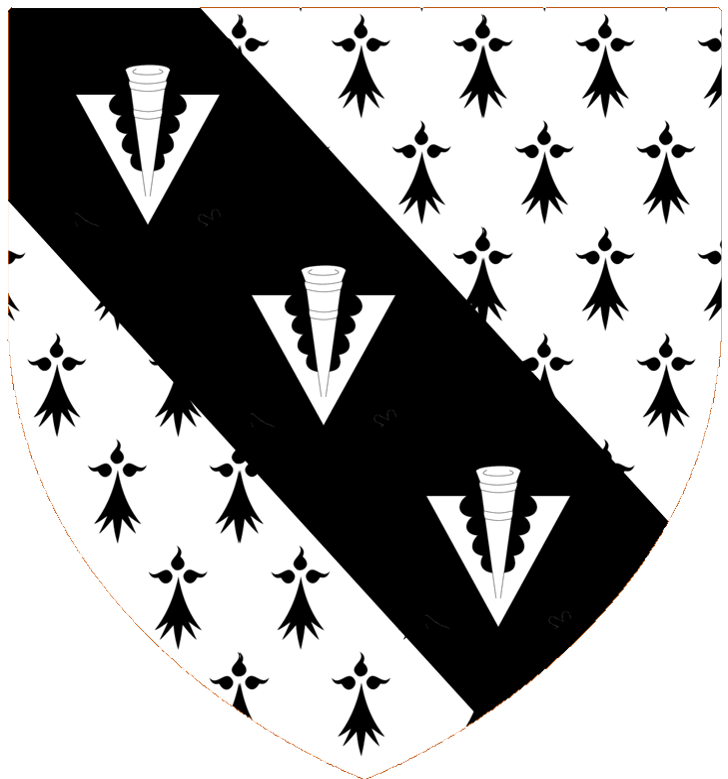
Wappen der Barone Dorchester

Baron Dorchester, of Dorchester in the County of Oxford, war ein erblicher britischer Adelstitel, der je einmal in der Peerage of Great Britain und in der Peerage of the United Kingdom verliehen wurde.

## Verleihungen
Der Titel wurde erstmals in der Peerage of Great Britain am 21. August 1786 durch Letters Patent für den Militär und Kolonialgouverneur Sir Guy Carleton geschaffen. Der Titel erlosch beim Tod seines Enkels, des 4. Barons, am 13. November 1897.
Am 2. August 1899 wurde der Titel in der Peerage of the United Kingdom für Hon. Henrietta Carleton, die älteste Tochter des 3. Barons erster Verleihung neu geschaffen. Dieser Titel erlosch beim Tod ihres Sohnes, des 2. Barons, am 20. Januar 1963.

## Liste der Barone Dorchester

### Barone Dorchester, erste Verleihung (1786)
- Guy Carleton, 1. Baron Dorchester (1724–1808)
- Arthur Carleton, 2. Baron Dorchester (1805–1826)
- Guy Carleton, 3. Baron Dorchester (1811–1875)
- Dudley Carleton, 4. Baron Dorchester (1822–1897)

### Barone Dorchester, zweite Verleihung (1899)
- Henrietta Carleton, 1. Baroness Dorchester (1846–1925)
- Dudley Carleton, 2. Baron Dorchester (1876–1963)